# Paranoratha fusca
Paranoratha fusca là một loài bướm đêm trong họ Erebidae.